# Divertissement
Divertissement [divertismán] (franc. zábava, rozptýlení) se používá, v podobném smyslu jako italské divertimento, pro lehčí hudební dílo určené skupince muzikantů, avšak oproti italštině má francouzský výraz i další významy.

## Vývoj termínu
Během 17. a 18. století, termín vyjadřoval několik vedlejších aspektů zábavy (obvykle zahrnující zpěv a tanec), které by mohly být vloženy do opery, baletu nebo i jiných jevištních vystoupení. V operách, které uváděla Académie Royale de Musique, a to jak v tragédiích lyrique tak i v comédiích lyrique byly tyto divertissementy někdy propojeny s hlavní zápletkou, nebo uvedeny v závěru představení. (V 19. století se tomuto podobá opera Charlese Gounoda Faust a Delibesův balet Coppélia.
Zábavné zvláštnosti podobného typu vložené mezi jednotlivé akty opery se nazývaly intermèdes.
Termín se také někdy používá pro baletní řadu volně spojených tanců. Příkladem ve 20. století je Jacques Ibertův Divertissement.

Také Jean Françaix pojmenoval čtyři ze svých skladeb názvem Divertissement:
- pro smyčcové trio a klavír (1933)
- pro smyčcové trio a orchestr (1935)
- pro fagot a smyčcový kvintet (nebo orchestr, 1942)
- pro hoboj, klarinet a fagot (1945).